# Pedro Altube
Pedro de Altube Idigoras (Oñate, España, 27 de abril de 1827 - San Francisco, 8 de agosto de 1905) fue un pionero y empresario ganadero vasco que se estableció en California, y que junto a su hermano Bernardo, construyeron el renombrado Rancho Español en el noroeste de Nevada. Es conocido como el "Padre de los vascos en Estados Unidos".

## Biografía
Pedro Altube nació en el caserío Zugastegi en Oñate, Guipúzcoa en 1827. En 1845, a los 18 años, Pedro se embarcó en el velero Yrurac-bat en el puerto de Bilbao rumbo a Buenos Aires. Para entonces ya tenía a un hermano y dos hermanastros en Argentina, así como a los tres hermanastros del primer matrimonio de su madre en Montevideo.
Tres años más tarde, Pedro le pagó el viaje a Argentina al hermano más joven, Bernardo. Siguiendo esa cadena migratoria, nueve hijos del caserío Zugastegi partieron rumbo a América. La estadía de Altube y su hermano en Argentina no duro mucho; en 1850 después de haber escuchado sobre la fiebre del oro en California, Pedro junto con una treintena de vascos, atravesó los andes a caballo  para embarcar en el primer barco que partía rumbo a San Francisco en el puerto de Valparaíso, Chile. En febrero de 1851, los dos hermanos y un numeroso grupo de vascos se juntaron en Sonora Camp (Condado de Tuolumne). No obtuvieron gran éxito con las minas, así que decidieron optar por la ganadería como medio de vida.

### Rancho Centinela
Los hermanos Pedro y Bernardo Altube, Juan Indart, Juan Etcheverry y otros socios empezaron a comprar ganado en el Sur de California y a venderlo en los mercados del norte. Tardaban un mes en hacer el viaje. Cuando llegaban al Valle de San Joaquín, hacían una parada en los prados de la actual Santa Nella (originalmente, Centinela), para engordar el ganado antes de seguir hacia las zonas mineras de Calaveras o San José. A continuación, repartían las ganancias -cobraban el doble del precio original-, y cada uno regresaba por su cuenta a Centinela, para esquivar al ladrón de caminos Joaquín Murrieta.
El grupo construyó una casa de adobe, con huerto y todo. Pedro se casó con su paisana Marie Ihitzaque y se instaló en San Mateo. Bernardo no tardó en llegar, y juntos abrieron una lechería en Palo Alto, en el lugar donde hoy en día está la Universidad de Stanford.

### The Vasco Adobe
En 1857, junto con otros tres vascos, Bernardo Altube compró una participación del Rancho Los Vaqueros en el valle de Kellog Creek, en el Condado de Contra Costa. Entonces tenía 26 años y los negocios le iban bien. Dos años más tarde, el día de Año Nuevo de 1859, se casó con Marie Recarte. Se habían conocido en San Francisco, en una lavandería que regentaba la familia de la muchacha en Leavenworth Street.
Los vascos ya habían construido una casa de adobe de dos habitaciones en Los Vaqueros, y los recién casados se instalaron allí, con los tres socios: Juan Bautista Arambide, que había viajado en el mismo barco que Bernardo desde Argentina y desde entonces era su socio habitual en los negocios; Carlos Garat, un joven de 18 años, hijo de los pioneros Jean y Grace Garat, también recién casado; y Bernardo Ohaco, del que no se sabe nada. Según el censo de 1860, en aquel momento, en la casa de adobe también vivían otros tres trabajadores y un cocinero. El grupo era conocido como Los Vascos y la casa de adobe como Vasco Adobe. Para los lugareños el entorno siguió siendo The Vasco, incluso tiempo después de que los vascos se marcharan de allí; hasta que en 1998 se construyó el embalse Los Vaqueros y todo quedó sumergido bajo el agua.
Hoy en día la carretera Vasco Road que une Livermore y Brentwood, así como las cuevas denominadas Vasco Caves, mantienen vivo el recuerdo del grupo de vascos que vivió en Vasco Adobe.

### Rancho Español
A comienzos de la década de 1870, como la presión sobre los prados era cada vez mayor, los hermanos Altube decidieron trasladarse a los territorios que ofrecían tierras libres. Entre los dos, compraron 3.000 mil cabezas de ganado y las llevaron a Independence Valley, junto al poblado minero de Tuscarora, en el condado de Elko, Nevada. Para levantar el rancho, contaron con la ayuda de los indígenas de la cercana reserva Duck Valley. Los indígenas les ayudaron a transportar los troncos desde los montes que rodeaban el valle y a construir los barracones para los trabajadores, la herrería, el granero, etc.
Los hermanos Altube levantaron un verdadero reino ganadero en aquel lejano terreno de Nevada. Con el paso de los años, el conocido Rancho Español fue creciendo hasta ocupar más de un tercio de Independence Valley. Los hermanos subían las vacas a un tren en Elko y las llevaban a San Francisco para surtir las carnicerías con carne de vacuno. Para finales de siglo, tenían un dominio, bajo el nombre Palo Alto Land and Livestock Co., de alrededor de 35 millas de largo y entre 5 y 10 millas de ancho.
Altube fue un compatriota leal; durante años contrató a cientos de vascos en el Rancho Español. Y siempre se relacionó con vascos, ya fuera para hacer negocios, para formar familia o para establecer amistad.

## Vida personal
En 1901, la familia de Pedro se mudó a una mansión en Pacific Heights, San Francisco. La mansión tenía cuatro plantas y veintiún habitaciones. Allí murió Pedro, de un ataque al corazón, en 1905. Dos años más tarde, su viuda y Bernardo vendieron el Rancho Español a la firma H. G. Humphrey et al. (Palo Alto Land and Livestock Company). Además de las tierras del rancho, la venta incluía 20.000 ovejas, 20.000 vacas y 2.000 caballos. En 1917, cuando murió Bernardo, la familia vendió lo que quedaba del dominio Altube.
En 1960, fue incluido en el Salón de los Grandes Occidentales del National Cowboy & Western Heritage Museum como el "Padre de los vascos en Estados Unidos".